# Die singenden Marionetten
Die singenden Marionetten ist der deutsche Titel eines Kurztonfilms, den der Regisseur Jack Harrison unter der künstlerischen Oberleitung von Henrik Galeen 1928 in England realisierte. Die Darsteller darin waren Marionetten der Gorno-Dall’Acqua puppet company. Der englische Originaltitel lautete The Gorno Marionettes oder Gorno’s Italian Marionettes nach dem Puppenspieler Ottorino Gorno.

## Handlung
Darbietung der Lieder „Hello Sunshine, Hello!“ von Harry Tobias (Musik), Charles Tobias und Jack Murray (Texte) und „I’m Crazy Over You“ von Al Sherman und Sam Lewis (Musik und Text) und der Szenen „Miss Drage. Assisted by the Three Plain Vans“ und „Dimples and Tears, parodistic sketch performed by Jal Olsen“. Dieser Sketch parodierte Al Jolson mit seinem Lied „Sonny Boy“ von Buddy De Sylva, Lew Brown und Ray Henderson aus dem Vitaphone-Tonfilm „The Singing Fool“ von 1928.

## Hintergrund
Der Film, eine Produktion der British Sound Film Productions Ltd., die das Lichttonverfahren „Phonofilm“ des US-amerikanischen Technikers Lee de Forest benutzte, wurde im Dezember 1928 uraufgeführt. Die Photographie lag in den Händen des ungarischen Kameramannes Arpád Virágh, welcher auch beim deutschen Film wirkte.
Tontechniker war F. K. Crowther. Die musikalische Leitung hatte Philip Braham.
Die Puppen wurden durch Ottorino Gorno geführt, welcher einer alteingesessenen italienischen Puppenspielerfamilie angehörte. Sie fielen einem Brand in den Wembley Studios im Oktober 1929, einen Monat nach deren Eröffnung, zum Opfer.

## Rezeption
Die österreichische Filmzensur Wien klassifizierte den 177 m langen Film im Verleih der Sascha als Für Jugendliche geeignet.